# Lidia Gervasi
Lidia Gervasi est une femme politique socialiste belge et ancienne animatrice de télévision, née le 18 avril 1974.

## Biographie
En 1994, Lidia Gervasi est élue Miss Italia nel Belgio, concours dont les candidates possèdent des origines italiennes et résident en Belgique.
La jeune femme est d'abord chroniqueuse dans Crash TV, émission de Manu Thoreau sur la RTBF. Elle s’exerce au métier d'animatrice sur le plateau de Clip party sur RTL-TVI et est engagée ensuite par le groupe de média belge. La jeune femme participe à La Bourse de journalisme Marie-Rose Armesto organisée par ce même groupe télévisuel. Elle entre alors au service météo. De 1996 à 1999, Lidia Gervasi présente sur Club RTL Mégamix aux côtés de Virginie Efira entre autres. Parallèlement, elle anime également l'Ultratop. Aux côtés de Rani De Coninck, elle présente la soirée Mister Belgium 1999 sur RTL-TVI.
Fin 1999, Lidia Gervasi quitte les studios de télévision pour s'impliquer dans une carrière politique. Elle se présente en 21e position sur la liste PS du bourgmestre Charles Picqué à Saint-Gilles, commune de Bruxelles-Capitale,,. Le 8 octobre 2000, elle récolte 410 voix et se voit attribuer le poste de conseillère communale. En janvier 2001, elle intègre l'équipe chargée des communications mayorales. L'ancienne présentatrice fait un retour discret à la télévision en tant qu'intervieweuse le temps de Quand la musique est bonne qui présente le meilleur des Francofolies de Spa 2002 sur la RTBF. Elle endosse par la suite le poste de porte-parole de la Ville de Bruxelles ainsi que celui d'attachée de presse du bourgmestre de Bruxelles, Freddy Thielemans. Lidia Gervasi est mère de deux enfants.